# 西康國家公園
西康國家公園（Kiang West National Park）是岡比亞的國家公園，位於該國中部，由下河區負責管轄，距離首都班竹約145公里，處於岡比亞河南岸，成立於1987年，面積115平方公里。